# Grb Republike Srpske
Grb Republike Srpske (u BiH u uporabi je pojam amblem) službeni je simbol entiteta RS. Uredbom od 16. lipnja 2007. zamijenio je dotadašnji grb koji je proglašen neustavnim zbog toga što je veličao samo jedan narod - Srbe.

## Opis
Na grbu se nalazi zastava Republike Srpske i stilizirani inicijali "RS", crveno - bijelo - plava trobojka. Uveličani su u kružnoj sredini, hrastovim zlatnim lišćem. Na obodu grba ćirilicom i latinicom napisano je Republika Srpska, a na grbu se nalaze dvije krune, dolje se nalazi kruna Kotromanića.

## Stari grb
Grb Republike Srpske bio je u službenoj uporabi od potpisivanja Daytonskog sporazuma do 31. ožujka 2006. kad je proglašen neustavnim zbog diskriminatorske prirode.
Predstavljen je na crvenom štitu, gdje je zlatna kraljevska kruna nadvisila dvoglavi crveni orao u poletu, zlatno naoružan, zlatnih jezika i nogu, a na grudima orla crveni štit na kojem je srebrni križ između četiri ista takva ocila bridovima okrenuta stablu križa.
Ustavni sud Bosne i Hercegovine je 31. ožujka 2006. donio odluku da se ovakav grb mora promijeniti u roku od šest mjeseci. Ova je odluka uslijedila jer je zaključeno da grb diskriminira Bošnjake i Hrvate kao druga dva konstitutivna naroda.
28. siječnja 2007. grb i himna Republike Srpske stavljeni su izvan snage jer ne predstavljaju sva tri konstitutivna naroda u BiH.
16. lipnja 2007. proglašen je novi državni simbol - amblem Republike Srpske.

## Novi grb
Narodna skupština Republike Srpske je 15. srpnja 2008. donijela odluku o izgledu novog grba u koji su ugrađeni detalji iz srednjovjekovnih grbova dinastije Nemanjića i vladarskih kuća Kotromanića, Kosača i Hrvatinića. Dizajner novog grba je beogradski inženjer Nenad Košanin. Klubovi Bošnjaka i Hrvata u Vijeću naroda RS 29. srpnja 2008. pokrenuli su pitanje zaštite vitalnog nacionalnog interesa na usvojeni grb, a Ustavni sud RS je na kraju odlučio da je odluka o novom grbu neustavna i novi grb se službeno ne koristi. Nove prijedlozi tek trebaju biti proslijeđeni Narodnoj skupštini RS.
Ostala 4 završna prijedloga bili su mješavina simbola Srba, Hrvata i Bošnjaka.

## Vanjske poveznice
- Pet završnih prijedloga[neaktivna poveznica]